# Herbert Ernest Bates
Herbert Ernest Bates, ismertebb nevén H. E. Bates (Rushden, 1905. május 16. – Canterbury, 1974. január 29. vagy 1974. január 28.) angol író. Legismertebb művei közé tartozik a Love for Lydia, a The Darling Buds of May és a My Uncle Silas.

## A kezdetek
Bates 1905. május 16-án született a Northamptonshire megyei Rushdenben, és a Kettering Gimnáziumban tanult. Az iskola befejezése után riporterként és raktárosként dolgozott.
Számos története Anglia vidéki középső részének életét írja le, különösen szülőhazájában, Northamptonshire-ben. Hosszú sétákat tett Northamptonshire vidékén, és gyakran ez adta az ihletet történeteihez. Nagy szerelmese volt a vidéknek, és ezt a Through the Woods és a Down the River (Erdőn keresztül és a Folyón át) című két esszékötet is jól példázza. Mindkettőt többször újranyomták.

## Munkássága
Első regényét, amelyet késői tinédzser korában írt, elvetette, de a második, és az elsőként megjelent, The Two Sisters (A két nővér) című regényét az egyik éjféli sétája ihlette, Farndish falvába. Ott késő este látta, hogy egy villany égett egy ablakban, és ez indította el a történetet. Ebben az időben rövid ideig a Wellingborough-i helyi újságnál dolgozott, amelyet utált, majd később egy helyi cipőgyártó raktárban, ahol volt ideje írni; az első regényét ott írta. Ezt nyolc-kilenc kiadónak küldte el, de azok sorra elutasították, mígnem Jonathan Cape Edward Garnett tanácsára el nem fogadta. Bates akkor húsz éves volt.
Újabb regények, novellagyűjtemények, esszék és cikkek következtek, de nem fizettek jól.

## Világháborús novellák
A második világháború idején a Királyi Légierőhöz kapott megbízást kizárólag novellák írására. A légügyi minisztérium rájött, hogy kedvezőbb közhangulatot kelthet, ha a tények helyett a háborúban harcoló emberekről szóló történeteket helyezi előtérbe. A történetek eredetileg a News Chronicle-ban jelentek meg „Flying Officer X” álnéven. Később könyv formájában is megjelentek The Greatest People in the World and Other Stories (A világ legnagyobb emberei és más történetek), valamint a How Sleep the Brave and Other Stories (Hogyan alszanak a bátrak és más történetek) címmel. Első pénzügyi sikere a Fair Stood the Wind for France (Jó széllel francia partra) című regénye lett. A távol-keleti poszt után ezt követte két Burmáról szóló regény, a The Purple Plain (Bíborsivatag) 1947-ben és a The Jacaranda Tree (A jacaranda fa), valamint egy Indiában játszódó, The Scarlet Sword (A skarlát kard).
A légügyi minisztérium megbízásából írta a The Battle of the Flying Bomb (A repülő bomba csatája) című esszét, de a kormányon belüli különböző nézeteltérések miatt törölték, majd 30 évre betiltották a kiadást. Végül Bob Ogley fedezte fel, és 1994-ben adták ki Flying Bombs over England (Repülő bombák Anglia felett) címmel. Egy másik megbízás, a Night Interception Battle (Éjszakai elfogás), amely az ellenséges repülőgépek éjszakai nyomon követésének nehézségeivel foglalkozik.

## Háború utáni munka
A háború után más regények is következtek; átlagosan évente egy regényt és egy novellagyűjteményt írt, ami akkoriban igen termékenynek számított. Ezek közé tartozott a The Feast of July (Július ünnepe) és a Love for Lydia (Szerelmem Lydia). Legnépszerűbb alkotása a Larkin család volt a The Darling Buds of May-ben (Május drága rügyei). Pop Larkint és családját az a személy ihlette meg, akit egy kenti helyi boltban látott Bates és családja nyaralásuk közben. Más karakterek Bates barátai és ismerősei mintájára készültek, mint például Iris Snow (Iris Murdoch paródiája) és a Brigadéros, akit John Bayley, Murdoch férjének apjáról mintáztak.
A halála után fia, Richard által készített, ezeken a történeteken alapuló televíziós adaptáció óriási sikert aratott. Innen származik a The Mating Game című amerikai film is. A My Uncle Silas (Silas nagybátyám) történetekből brit televíziós sorozat is készült 2000 és 2003 között. Sok más történetet tévére, másokat pedig filmekre adaptáltak, a leghíresebbek a Bíborsivatag (1954) és a The Triple Echo (A hármas visszhang); Bates más filmforgatókönyveken is dolgozott. 2020-ban az ITV megrendelte a The Darling Buds of May új televíziós sorozatát, The Larkins címmel Bradley Walsh, Joanna Scanlan, Sabrina Bartlett és Tok Stephen főszereplésével. Az első epizódot 2021 októberében sugározták.

## Magánélet
1931-ben feleségül vette Madge Coxot, aki két utcányira lakott tőle szülővárosában, Rushdenben. Átköltöztek Little Chart faluba Kentbe, és vettek egy régi magtárat, amit egy hektár kerttel együtt otthonukká alakítottak. Bates lelkes és hozzáértő kertész volt, aki sok könyvet írt a virágokról. A magtár házas életük végéig maradt az otthonuk.
Két fiuk és két lányuk született: Ann, Judith, Richard és Jonathan. Jonathan Batest Oscar-díjra jelölték az 1982-es Gandhi című filmben végzett hangmunkájáért. Richard televíziós producer lett. Bates unokája, Victoria Wicks színész.

## Kitüntetés és halál
Bates 1974. január 29-én halt meg Canterburyben (Kent), 68 évesen. Termékeny és sikeres író volt, legnagyobb sikerét posztumusz érte el, a The Darling Buds of May című történetének televíziós adaptációjával és annak folytatásaival, valamint a My Uncle Silas feldolgozásaival, az A Moment in Time, a Fair Stood the Wind for France és a Love for Lydia-val. Szülővárosában, Rushdenben H.E. Bates-nek van egy róla elnevezett útja a város nyugati felén, amely a helyi szabadidőközponthoz vezet. Archívumát az austini Texasi Egyetem Harry Ransom Center-ben őrzik.
Bates halála után Madge átköltözött egy bungalóba, amely eredetileg tehénistálló volt, a magtár mellett. 2004-ben, 95 évesen halt meg.

## Bibliográfia

### Regények
- The Two Sisters (1926)
- Catherine Foster (1929)
- Charlotte's Row (1931)
- The Fallow Land (1932)
- The Poacher (1935)
- A House of Women (1936)
- Spella Ho (1938)
- Fair Stood the Wind for France (1944)
- The Cruise of the Breadwinner (1946)
- The Purple Plain (1947)
- Dear Life (1949)
- The Jacaranda Tree (1949)
- The Scarlet Sword (1950)
- The Grass God (1951)
- Love for Lydia (1952)
- The Feast of July (1954)
- The Sleepless Moon (1956)
- A Crown of Wild Myrtle (1962)
- A Moment in Time (1964)
- The Distant Horns of Summer (1967)
- The Triple Echo (1970)

### Pop Larkin sorozat
- The Darling Buds of May (1958)
- A Breath of French Air (1959)
- When the Green Woods Laugh (1960)
- Oh! To be in England (1963)
- A Little of What You Fancy (1970)

### Novellák
- The Seekers (1926)
- The Spring Song and In View of the Fact That (1927)
- Day's End (1928)
- Alexander (1929)
- The Tree (1930)
- The Hessian Prisoner (1930)
- A Threshing Day for Esther (1930)
- Charlotte Esmond (1930) Republished as Mrs Esmond's Life (1931)
- A German Idyll (1932)
- Sally Go Round the Moon (1932)
- The Black Boxer (1932)
- The Story Without an End (1932)
- The House with the Apricot (1933)
- Time (1933)
- The Lily (1933)
- The Woman who had Imagination (1934)
- The Duet (1935)
- The Mill (1935)
- The Ox (1939)
- I Am Not Myself (1939)
- The Beauty of the Dead (1940)
- Bride Comes to Evensford (1943)
- Colonel Julien (1951)
- The Delicate Nature (1953)
- Dulcima (1953)
- The Nature of Love (1953)
- The Daffodil Sky (1955)
- Summer in Salander (1955)
- The Grapes of Paradise (1956)
- The Queen of Spain Fritillary (1956)
- Death of a Huntsman (1957)
- A Great Day for Bonzo (1957)
- A Month by the Lake (1957)
- Night Run to the West (1957)
- A Prospect of Orchards (1957)
- The White Wind (1957)
- An Aspidistra in Babylon (1959)
- The Watercress Girl (1959)
- Mr Featherstone Takes a Ride (1961)
- Now Sleeps the Crimson Petal (1961)
- The Day of the Tortoise (1961)
- The Ring of Truth (1961)
- The Quiet Girl (1962)
- The World is Too Much With Us (1962)
- The Fabulous Mrs V (1964)
- The Simple Life (1967)
- The Chords of Youth (1968)
- The Four Beauties (1968)
- The White Admiral (1968)
- The Dam (1971)
- The Man Who Loved Squirrels (1971)
- The Song of the Wren (1972)
- The Yellow Meads of Asphodel (1976)

### Novellagyűjtemények
- Day's End and Other Stories (1928)
- Seven Tales and Alexander (1929)
- The Black Boxer Tales (1932)
- The Woman Who Had Imagination and Other Stories (1934)
- Thirty Tales (1934)
- Cut and Come Again (1935)
- Something Short and Sweet (1937)
- Country Tales (1938)
- The Flying Goat (1939)
- The Beauty of the Dead and Other Stories (1940)
- Thirty-One Selected Tales (1947)
- The Bride Comes to Evensford and Other Tales (1949)
- Colonel Julian and Other Stories (1951)
- Twenty Tales (1951)
- Selected Short Stories of H.E. Bates (1951)
- The Daffodil Sky (1955)
- Selected Stories (1957)
- The Watercress Girl (1959)
- An Aspidistra in Babylon (1960)
- Now Sleeps the Crimson Petal and Other Stories (1961)
- The Golden Oriole (1962)
- Seven by Five (1963)
- The Fabulous Mrs V (1964)
- The Wedding Party (1965)
- The Wild Cherry Tree (1968)
- The Song of the Wren (1972)
- The Good Corn and other Stories (1974)
- A Party for the Girls (1988)

#### Silas bácsi sorozat
- My Uncle Silas (1939)
- Sugar for the Horse (1957)

#### Repülő tiszt X sorozat
- The Greatest People in the World and Other Stories (1942)
- How Sleep the Brave and Other Stories (1943)
- Something in the Air (1944)
- The Stories of Flying Officer 'X' (1952)

### Dráma
- The Last Bread (1926) (one act play[13])
- The Day of Glory (1945)

### Esszék és ismeretterjesztő irodalom
- Flowers and Faces (1935)
- Through the Woods (1936)
- Down the River (1937)
- The Seasons & The Gardener (1940)
- In the Heart of the Country (1942)
- O More Than Happy Countryman (1943)
- War Pictures by British Artists (1943)
- Country Life (1943)
- There's Freedom in the Air (1944)
- Flying Bombs over England (1945) Also published as "The Battle of the Flying Bomb."
- The Tinkers of Elstow (1946)
- The Country Heart (1949)
- Fawley Achievement (1951)
- The Country of White Clover (1952)
- Edward Garnett (1950)
- A Love of Flowers (1971)
- A Fountain of Flowers (1974)

### Kritika
- The Modern Short Story (1942)

### Könyvek gyerekeknek
- The Seekers (1926)
- The Seasons & The Gardener (1940)
- Achilles the Donkey (1962)
- Achilles and Diana (1963)
- Achilles and the Twins (1964)
- The White Admiral (1968)

### Önéletrajz
- The Vanished World (1969)
- The Blossoming World (1971)
- The World in Ripeness (1972)

### Magyarul megjelent
- A jacaranda-fa. Regény (The Jacaranda Tree) – Európa, Budapest, 1957 · Fordította: Vajda Miklós, Illusztrálta: Szűcs Erzsébet
- Jó széllel francia partra. Regény; ford. Róna Ilona; Európa, Budapest, 1958
- A jacaranda-fa. Regény, 1-2.; ford., utószót Vajda Miklós; Szépirodalmi, Budapest, 1959
- The Frontier / A határ – Terra, Budapest, 1959 (Kétnyelvű kis könyvtár) · Fordította: Máthé Elek
- Bíbor sivatag. Regény (The purple plain) – Szépirodalmi, Budapest, 1960 · Fordította: Róna Ilona
- Bíbor sivatag. Regény; ford. Róna Ilona, utószó Vajda Miklós; Szépirodalmi, Budapest, 1963 (Olcsó könyvtár)
- Regények / Jó széllel francia partra / Bíbor sivatag / A jacaranda-fa; ford. Róna Ilona, Vajda Miklós; Európa–Fórum, Budapest–Újvidék, 1980 (5 világrész könyvei)
- A jacaranda-fa – Fabula, Budapest, 1992 · ISBN 9637885730 · Fordította: Vajda Miklós
- Álmatlan hold. Regény (The sleepless moon) – Tevan, Békéscsaba, 1992 · ISBN 963-7900-36-5 · Fordította: Portörő Edit
- Jó széllel francia partra (Fair stood the wind for France) – Európa, Budapest, 1993 · ISBN 9630754649 · Fordította: Róna Ilona[19]
- Aratóünnep (The feast of July) – Fabula, Budapest, 1995 · ISBN 963-654-035-7 · Fordította: Kiss Marianne
- Nappal is szólhat csalogány (The darling buds of May) – Európa, Budapest, 1999 (Vidám könyvek) · ISBN 9630765993 · Fordította: Sárközy Elga · Illusztrálta: Balázs-Piri Balázs

## Filmek
- There's a Future in It (novella), 1943
- It's Just the Way It Is, 1943
- The Loves of Joanna Godden (forgatókönyv), 1947
- The Ship (novella), 1949
- Bíborsivatag, 1954
- Velence, nyár, szerelem (Summertime, forgatókönyv), 1955
- The Mating Game ("The Darling Buds of May", regény) ,1959
- ITV Playhouse (TV-sorozat), 1967–1982
- Mirtis ir vysnios medis (TV-film, "Death and the Cherry Tree"), 1968
- Dulcima 1969, 1971
- Jackanory (TV-sorozat), 1970–1973
- The Triple Echo, 1972
- Country Matters (TV-sorozat), 1972–1973
- Childhood (TV-sorozat), 1974
- Nachtroute Brussel – Luxemburg (TV-film), 1974
- Love for Lydia (TV-sorozat), 1977
- A Moment in Time (TV-sorozat), 1979
- Fair Stood the Wind for France (televíziós minisorozat), 1980
- The Darling Buds of May (TV-sorozat) 1991–1993
- Vágyak parazsa (regény), 1995
- Itália csókja ("A Month by the Lake", novella), 1995
- A nap alatt ("The Little Farm", regény), 1998
- My Uncle Silas (TV-sorozat), 2001–2003
- The Larkins (TV-sorozat a "Darling Buds of May" alapján), 2021

## Fordítás
- Ez a szócikk részben vagy egészben  a   H._E._Bates című angol Wikipédia-szócikk fordításán alapul.  Az eredeti cikk szerkesztőit annak laptörténete sorolja fel. Ez a jelzés csupán a megfogalmazás eredetét és a szerzői jogokat jelzi, nem szolgál a cikkben szereplő információk forrásmegjelöléseként.